# Polynoncus gordoni
Polynoncus gordoni is een keversoort uit de familie beenderknagers (Trogidae). De wetenschappelijke naam van de soort is voor het eerst geldig gepubliceerd in 1981 door Steiner.